# Giacinto Francesco Zurla

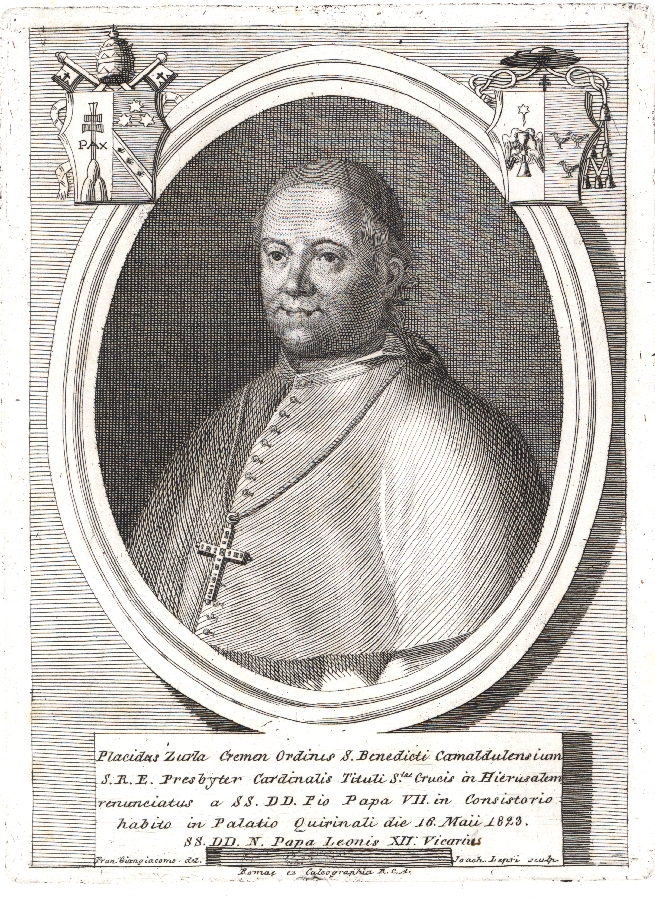
Placido Zurla, kardinaal-vicaris van paus Leo XII voor het bisdom Rome. Gravure in het Quirinaalpaleis, het toenmalige pauselijk paleis in Rome.

Giacinto Francesco Zurla (Legnago, 2 april 1769 – Palermo, 29 oktober 1834), met kloosternaam Placido, was een Italiaans abt in de orde van de witte benedictijnen in de republiek Venetië. 
Zurla was later Curiekardinaal van de Roomse Kerk (vanaf 1823) en kardinaal-vicaris (vanaf 1824) ofwel vicaris-generaal van de paus voor het bisdom Rome. Als vicaris-generaal maakte Zurla zich onpopulair bij de Romeinen. Zurla was titulair aartsbisschop van Edessa in Osroene, ook bekend als Antiochië aan de Callirrhoë of onder de Turkse naam Şanlıurfa.

## Levensloop
Zurla groeide op in Legnago, nabij het Noord-Italiaanse Verona, in de republiek Venetië. Zijn familie was afkomstig van patriciërs van Crema in het hertogdom Lombardije. Na zijn priesterstudies in Verona en Cremona trad hij in als monnik bij de witte benedictijnen, ook bekend als de orde der camaldulenzers. Hij verbleef in het klooster San Michele di Murano op het eiland Isola di San Michele in Venetië (1787), hoofdstad van de republiek. Daar leerde hij Mauro Cappellari kennen, een medemonnik, die later paus Gregorius XVI werd.
In het Venetiaans klooster was Zurla docent filosofie en theologie, alsook bibliothecaris. Als bibliothecaris publiceerde hij werken over middeleeuwse cartografen. Zijn aandacht ging naar de kaarten van Fra Mauro, een monnik in zijn klooster midden de jaren 1400. In 1797 verdween de republiek Venetië en Venetië leefde onder Frans bestuur. In 1809 werd Zurla abt van het klooster San Michele di Murano. Een jaar later, in 1810, schafte keizer Napoleon Bonaparte de orde der witte benedictijnen af; het klooster in Venetië werd een school voor voortgezet onderwijs. Zurla werd er schoolhoofd en Mauro Cappellari leraar. Na de val van het Franse keizerrijk was Zurla docent theologie aan het priesterseminarie van het patriarchaat Venetië (1814-1821). 
In 1821 verhuisde Zurla naar Rome, hoofdstad van de Pauselijke Staat. Eerst trad hij opnieuw in in de orde der witte benedictijnen (1821). Vervolgens werd hij medewerker in de Romeinse Curie. Zurla werd benoemd tot studieprefect van het Pauselijke Romeinse atheneum Propagande Fide. Zijn interesse bleef uitgaan naar middeleeuwse kaarten.
In 1823 ontving hij van paus Pius VII de kardinaalshoed. Zurla’s titelkerk was de Santa Croce in Gerusalemme in Rome. Hij had de rang van kardinaal-priester. 
Hieraan voegde de opvolger paus Leo XII in 1824 de titel van aartsbisschop van Edessa in Osroene toe (1824). Dit had te maken met de benoeming tot kardinaal-vicaris van het bisdom Rome. Van 1823 tot 1833 was hij daarnaast generaal-overste van de witte benedictijnen alsook prefect van de Congregatie voor de Bisschoppen. Als kardinaal-vicaris maakte hij naam in Rome door wat hij noemde "ongepaste kledij van vrouwen" te verbieden in tavernes (1824); hij verbood aan de cafébazen vrouwen met slechte faam binnen te laten. In 1825 schafte hij het carnavalsfeest van Rome af. Hij zag er op toe dat er in de straten van Rome niet meer gezongen werd. Hij hervormde de strafrechtbanken in Rome en dit op rigide wijze. Ook de joodse inwoners in het getto kregen het moeilijk door inperkingen van hun bewegingsvrijheid. De sfeer was zo verstikkend dat het vicariaat-generaal van Rome klachten binnen kreeg.
Voor kardinaal Zurla werden nieuwe ambten gezocht, terwijl hij het ambt van vicaris-generaal van het bisdom Rome officieel mocht houden. Zurla werd beschermheer van meerdere kloosterordes, onder meer van de karmelieten en de dominicanen. Er volgde nog een bevordering tot prefect van de Congregatie van Studies in 1830. Deze congregatie binnen de Curie was kort tevoren opgericht door paus Leo XII. De congregatie organiseerde het onderwijs in de Pauselijke Staat. Kardinaal Zurla was als prefect van deze congregatie de hoogste autoriteit voor het onderwijs in Midden-Italië. Hij combineerde dit met directiefuncties in het Engels College en in het College der maronieten in Rome. In 1831 nam Zurla deel aan het conclaaf dat zijn vriend Mauro Cappellari verkoos tot paus Gregorius XVI.
In 1834 stierf hij aan dysenterie tijdens een reis in Sicilië, in het koninkrijk der Beide Siciliën. 

## Na zijn overlijden

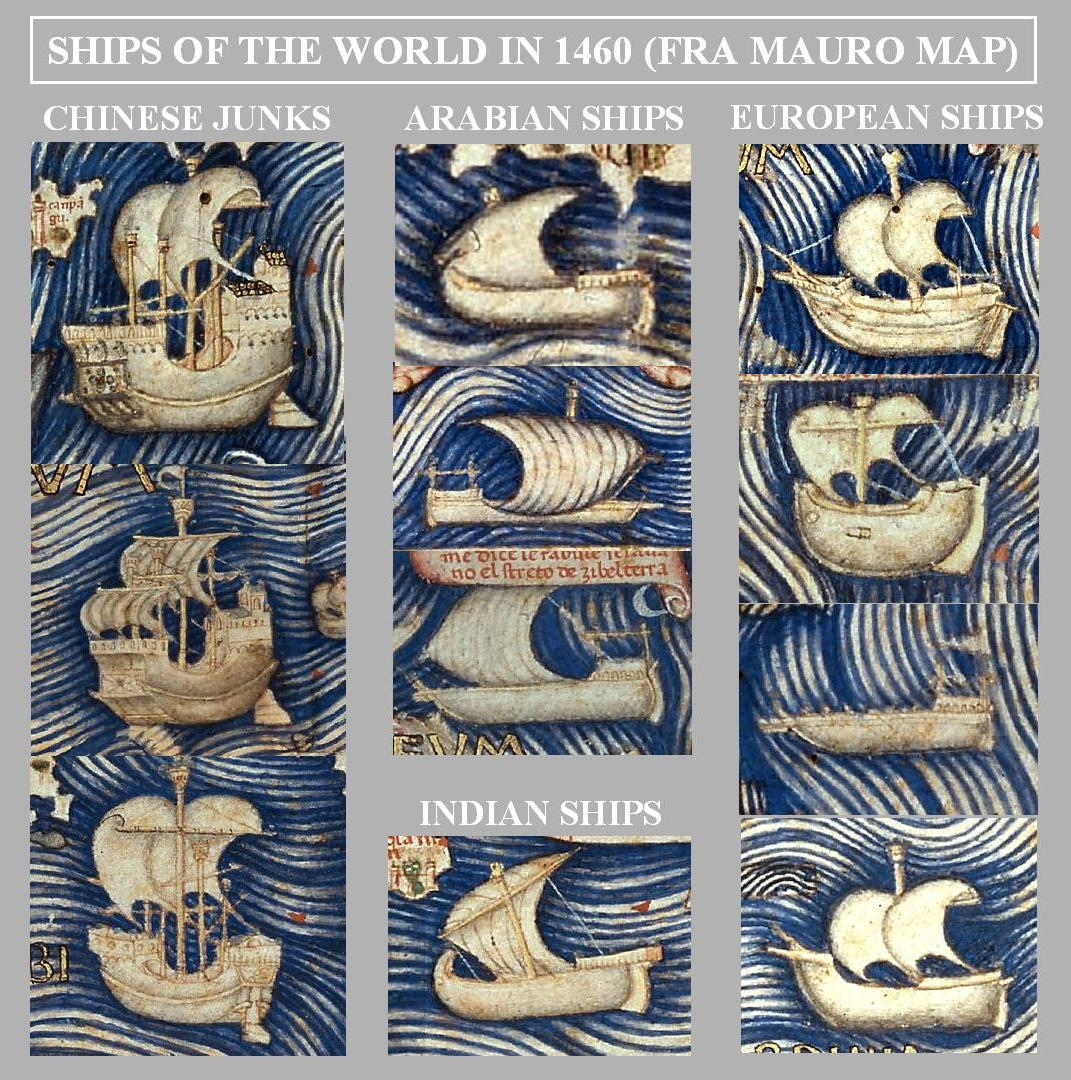
Schepen op de kaarten van Fra Mauro

Zurla’s stoffelijk overschot werd opgebaard in de kathedraal van Palermo. Nadien volgde een overplaatsing naar Rome waar hij werd begraven in de kerk San Gregorio Magno al Celio. Om het lijkentransport mogelijk te maken werd het ingebalsemd. De arts Giuseppe Tranchina uit Palermo paste hiertoe een nieuwe techniek van balseming toe. De grafsteen maakt melding van de nieuwe balsemtechniek, met de woorden in het Latijn Corpus arte nova conditum of het lichaam met nieuwe techniek bewaard. Paus Gregorius XVI beloonde de arts met eremedailles.
In zijn nalatenschap waren er meer dan 250 edelstenen. Deze gingen over naar de Vaticaanse Bibliotheek.
In 2009 herdacht de stad Legnago de 240e verjaardag van zijn geboorte.

## Enkele publicaties
- Sul mappamondo di fra Mauro Camaldolese (1806)
- Dissertazione intorno ai viaggi e scoperte settentrionali di Nicolo e Antonio fratelli Zeni (1808)
- Dei viaggi e scoperte di Alvise da Ca‘ da Mosto, patrizio veneto (1815)
- Di Marco Polo e degli altri viaggiatori italiani piu illustri (1818-1819)
- Sulla unità del soggetto nel quadro della trasfigurazione di Raffaele. Ragionamento (1822)
- Dei vantaggi della cattolica religione derivati alla geografia e scienze annesse. Dissertazione (1822)
- Del gruppo della Pietà e di alcune opere di religioso argomento di Antonio Canova. Dissertazione (1834)
- Memorie intorno alla vita e gli studi del padre Lodovico Nachi camaldolese (1838)